# Lávka přes holešovický přístav
Lávka přes holešovický přístav má propojovat břeh u Jankovcovy ulice s přístavní kosou. Cílem je zpřístupnit místo pro pěší a cyklisty. Lávku má financovat nejmenovaný soukromý investor přilehlé výstavby, následně má být předána do správy Technické správě komunikací hl. m. Prahy. Do územního plánu lávku navrhla městská část Praha 7, zastupitelstvo hlavního města Prahy změnu schválilo 2. listopadu 2017. Úvahy o výstavbě lávky přes přístav, která by mohla sloužit též jako most při nenadálých situacích, zmínila v souvislosti s plánovanou výstavbou na holešovické kose radní městské části Praha 7 Lenka Burgerová už v únoru 2016.